# 麻隧之戰
麻隧之戰是前578年晉國聯軍與秦國之間的一場戰役，最終秦國戰敗。

## 歷史
前580年，晉景公去世，晉厲公繼位後，想與秦國罷兵結盟，為此晉厲公約秦桓公在令狐（今山西省臨猗縣西）會盟。當年冬天，晉厲公先到達令狐，而秦桓公卻不肯渡過黃河，僅派大夫史顆到河東與晉侯結盟，晉厲公於是派大夫郤犨到河西同秦國結盟。秦桓公回國後就背棄令狐之盟，聯絡楚國和翟狄圖謀伐晉，諸侯因為秦桓公背信棄義的行為紛紛倒向晉國。
前579年秋天，秦國約同白狄攻打晉國，晉軍在交剛擊敗白狄，是為交剛之戰。
次年（前578年），晉厲公率軍前往周都王城（今河南省洛陽市王城公園附近），與齊、宋、衛、魯、鄭、曹、邾、滕八國國君所率軍隊會師，籌劃攻秦事宜，周簡王也派大夫劉康公、成肅公率軍助戰。同年四月，晉國派遣大夫魏相赴秦，以絕秦書曆數秦穆公、秦康公、秦共公三代君主屢次背棄盟約，破壞兩國友好，挑起戰爭的罪狀，向秦國宣戰。晉厲公親自統率晉國四軍出戰，隨軍將領有中軍將欒書，中軍佐荀庚，上軍將士燮，上軍佐郤錡，下軍將韓厥，下軍佐荀罃，新軍將趙旃，新軍佐郤至。郤毅為晉厲公駕馭戰車，欒針為車右，此外還有諸侯聯軍助陣。秦桓公見諸侯大軍壓境，發兵進軍至涇河以東與諸侯聯軍對峙。同年五月，雙方在麻隧（今陝西省涇陽縣北）展開激戰，秦軍大敗，秦將成差及不更女父被俘。諸侯方面，曹宣公死於軍中。秦軍殘部敗退，晉師及諸侯聯軍渡過涇河追擊到侯麗（今陝西省禮泉縣境內）後退兵。